# Колесов, Фёдор Иванович
Колесов Фёдор Иванович (20 мая (1 июня) 1891, Уральск, — 29 июля 1940, Москва) — советский государственный и партийный деятель, один из организаторов борьбы за Советскую власть в Туркестане. Член Коммунистической партии с 1917.

## Биография
Фёдор Иванович Колесов родился в семье служащего. Работал конторщиком на железной дороге в Оренбурге, а с 1916 года — в Ташкенте. С сентября 1917 член Исполкома Ташкентского совета; один из организаторов всеобщей забастовки в Ташкенте в сентябре 1917 года, делегат 2-го Всероссийского съезда Советов  в Петрограде в октябре 1917 года, где был избран членом ВЦИК, а также один из организаторов вооруженного восстания против власти представителей временного правительства в Ташкенте в ноябре 1917 года.
С ноября 1917 года по ноябрь 1918 года Ф. И. Колесов являлся председателем Совета Народных комиссаров (СНК) Туркестанской АССР, то есть главой Туркестанской республики и членом Туркестанского крайкома партии. В этот период он лично командовал войсками, подавившими попытки создания автономии в Ашхабаде,
Коканде, так называемой Кокандской автономии, и войсками, попытавшимися в марте 1918 года силой свергнуть власть Бухарского эмира.
Действия Ф. И. Колесова в первый год гражданской войны резко критиковал в своих мемуарах видный красный командир Туркестанского фронта Я. А. Мелькумов.
Участник Гражданской войны 1918—20, политкомиссар. Делегат 8-го съезда РКП(б) (1919).
В 1923 — 1928 годах Ф. И. Колесов был председателем ВСНХ Дальнего Востока, член Дальревкома, член Гомельского губисполкома.
В 1929 — 1933 годах он учился в Московском архитектурном институте и в аспирантуре Академии архитектуры, затем работал архитектором.
Писал мемуары о бухарском «восстании», о своей видной роли в установлении Советской власти в Узбекистане и Туркестане. Скончался 29 июля 1940 г. в своей квартире в Москве, по решению Секретариата ЦК ВКП(б) похоронен на Новодевичьем кладбище как «заслуженный революционер» (ряд 51, место 26). С учётом важной личной роли Колесова в утверждении Советской власти в Средней Азии, при похоронах произведен почетный ружейный залп.